# Вальєдупар
Вальєдупар (ісп. Valledupar; ісп. вимова: [baʝeðuˈpaɾ]) — місто та муніципалітет на північному сході Колумбії, столиця департаменту Сесар. Її назва Valle de Upar (долина Упар) походить від імені індіанського касика Упар, який правив долиною. Місто лежить між Сніжним гірським хребтом Св. Марти та гірським хребтом Періха до річок Гуатапурі та Сесар.
Вальєдупар є важливим сільськогосподарським, скотарським, вугільним та агропромисловим центром регіону між департаментами Сесар і південними муніципалітетами департаменту Ла-Гуахіра, раніше відомого як провінція Паділья . Вальєдупар відомий як колиска колумбійської музики жанру валленато. У місті проходить Фестиваль легенд Валленато.
Протягом 1980-х, 1990-х й на початку 2000-х років місто постраждало під час громадянської війни, внаслідок численних викрадень, вимушеної втечі тисяч людей та свавілля криміналітету.
У Вальєдупарі знаходиться одна з найсучасніших колумбійських в'язниць суворого режиму.